# Szlachta

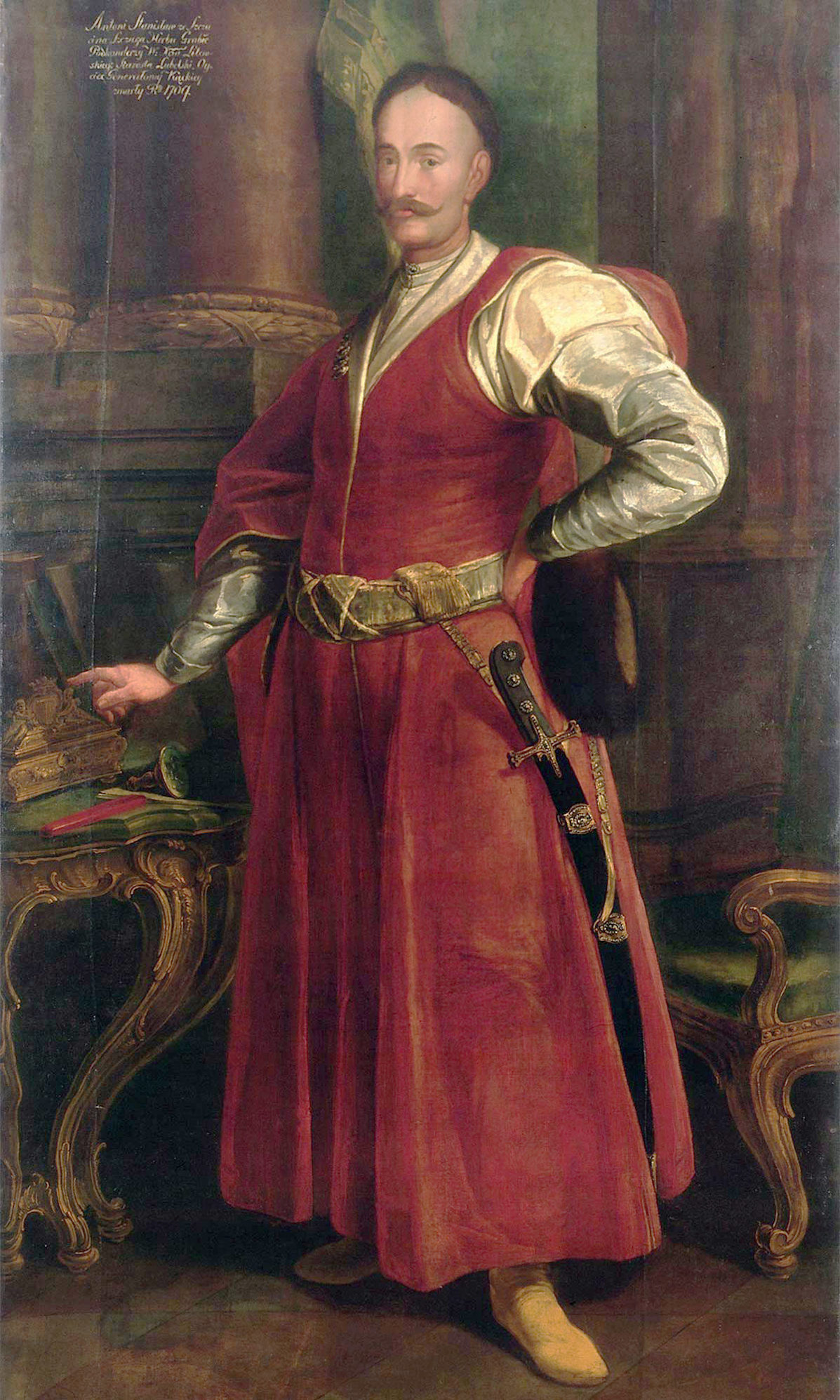
Szlachcic del segle XVII

Szlachta (IPA ([ˈʂlaxta]) ( ? i  escolteu-ne la pronunciació en polonès) era el nom de la noblesa al Regne de Polònia i el Gran Ducat de Lituània. La unió de tots dos països va formar la Confederació de Polònia i Lituània. La szlachta va sorgir a l'Edat Mitjana la qual va existir a través del temps, inclosos el segle xix i principis del XX. Tradicionalment, els seus membres eren propietaris de les terres, en general en forma de latifundis.
La szlachta va gaudir de substancials i quasi exclusius privilegis polítics fins al repartiment de Polònia ja quasi al segle xix. Les distincions de la noblesa van ser oficialment abolides per la Constitució de Polònia de març de 1921, encara que parcialment restablertes per la Constitució de 1935. Mentrestant la qualitat de membre de la szlachta roman estant reivindicada en alguns cercles de la societat polonesa, dins i fora del país.
En dir d'autors com Piotr Paweł Bajer i Czesław Miłosz, la «noblesa» posseïa la seva pròpia cultura, la seva pròpia escala de valors i el seu propi estil de vida.«Sent tan nombrosa, el conjunt de les seves formes de ser i actuar van influir àmpliament a la resta de la societat que es va impregnar de moltes d'elles. Alguns aspectes de la seva influència cultural poden veure's també a la Polònia actual».

## Orígens
- Polonesos

La noblesa polonesa es va originar d'una classe de guerrers eslaus, la qual forma un element distint dintre de l'antic agrupament tribal polonès: els clans nobles. A aquest element es va agregar la immigració nòrdica, atès que els prínceps acostumaven a «contractar» per al seu guàrdia personal (Drużyna), hosts víkings, a les quals pagaven amb terres i servidors, que posaven també a càrrec dels castells o places fortes des dels quals controlaven els seus dominis.
Pròxim al segle xiv hi havia poca diferència entre els anomenats «cavallers» i aquells ja referits a Polònia com a nobles. L'integrant de la szlachta tenia l'obligació personal de defensar el país. Així es va tornar a la classe social privilegiada del regne.
- Lituans

A Lituània i a Prússia, abans de la creació de l'Estat lituà per Mindaugas els nobles eren nomenats boiars bajorai i l'Alta noblesa kunigai o kunigaikščiai (Príncep). Al procés d'establiment de l'Estat van ser gradualment subordinats a Grans Ducs, (Kniaz).
Després de la unió heràldica, (Unió d'Horodło), la noblesa lituana va adquirir iguals drets a la szlachta polonesa, i durant segles van començar a assimilar com propi l'idioma polonès, per més que van preservar-ne l'autonomia nacional com a Gran Ducat, i en la majoria dels casos reconeixien les seves arrels lituanes.
El procés de «polonització» es va completar al córrer de temps. Al començament solament les famílies dels magnats van ser afectades, després, gradualment va embolcallar amplis grups de la població.
- Rutens

A Rutènia (Belarús i Ucraïna occidental) la noblesa va dirigir gradualment la seva lleialtat cap al multicultural i multilingüista Gran Ducat de Lituània després que el vell principat de Hàlitx es convertís en una part d'ell. Moltes nobles famílies rutenes es van emparentar amb famílies lituanes i poloneses.
Els drets dels nobles ortodoxos eren nominalment iguals als que gaudien el repte dels nobles polonesos i lituans, però van estar sota constant pressió per convertir-se al catolicisme.